# Suimanga gorjaverd
El suimanga gorjaverd (Chalcomitra rubescens) és una espècie d'ocell de la família dels nectarínids (Nectariniidae) que viu a la zona afrotròpica.

## Hàbitat i distribució
Habita zones boscoses i clarianes de l'Àfrica central, al sud de Camerun, Guinea Equatorial incloent Bioko, República Centreafricana, el Gabon, República del Congo, nord, nord-est, sud i sud-est de la República Democràtica del Congo, est de Sudan del Sud, Uganda, Ruanda, Burundi, oest de Kenya, nord d'Angola, nord-oest de Zàmbia i nord-oest de Tanzània.

## Subespècies
S'han descrit tres subespècies:
- C. r. crossensis Serle, 1963. Sud-est de Nigèria i sud-oest de Camerun.
- C. r. rubescens (Vieillot, 1819). Des del centre de Camerun fins al Sudan del Sud, Uganda, oest de Kenya, nord-oest de Tanzània, nord-oest de Zàmbia i nord d'Angola.
- C. r. stangerii (Jardine, 1842). Illa de Bioko.